# Ten Museum Park
Ten Museum Park est un gratte-ciel situé à Miami (Floride, États-Unis). 
Haut de 178 mètres et possédant 50 étages, il comprend des bureaux, mais aussi des appartements et des magasins. Il fait partie du Biscayne Wall, une série d'immeubles récents et en construction situés le long du Biscayne Boulevard, au nord du Downtown Miami. 
Il a été inauguré en février 2007.